# Gonfalone
Een gonfalon of gonfalone (van het oud-Italiaanse confalone) is een lange vlag of banier, vaak met punten of een zwaluwstaart aan de onderzijde, die aan de horizontale arm van een kruis hangt en vaak rijk versierd is. Het gebruik ervan begon in middeleeuwse steden en dorpen als symbool van een gemeenschappelijke verdediging; later gingen ook gildes, bedrijven en districten gonfalones gebruiken.
Een gonfalone kan voorzien worden van een wapen of zegel en kan onder meer worden uitgerust met slingers, linten en touwen. Tegenwoordig heeft elke Italiaanse gemeente een eigen gonfalone, die vaak meer status heeft dan de gemeentevlag.
Een gonfalon wordt ook vaak gebruikt bij Katholieke en Orthodoxe processies. In het Italiaans wordt de parasolvormige baldakijn, symbool van het pontificaat ook wel een "gonfalone" genoemd. Maar een gonfalone is een type standaard en geen parasol. Het misverstand is ontstaan omdat de Romeinen vaak een "ombrellino" (baldakijn) op een "gonfalone", die immers voor de pausen uit werd gedragen, zagen afgebeeld. 

## Gonfalones in Europese wapens

Altheim
Börslingen
Herrenberg
Vaduz
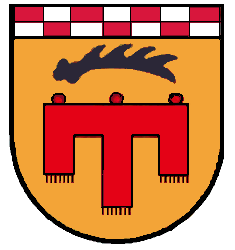
stuttgart-buesnau
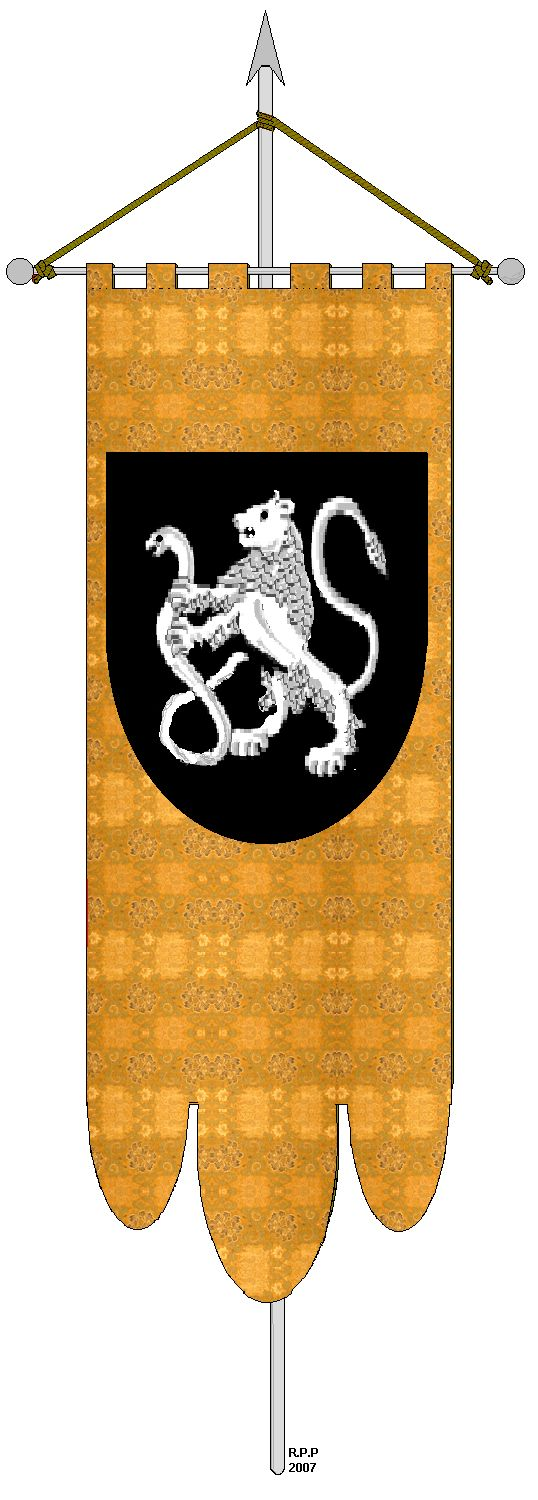
Gonfalone van de Republiek Senàrica
Heraldische clan Radwan